# Giangiacomo Tessari
Giangiacomo Tessari (Montebelluna, 10 marzo 1944) è un politico italiano.

## Biografia
Medico chirurgo, ha conseguito la laurea in Medicina e Chirurgia presso l’Università di Padova il 27 novembre 1968.
Subito dopo la laurea, dal giugno 1969, ha iniziato l’attività prima come Assistente Medico, poi in qualità di Aiuto all’Ospedale di Montebelluna.
Si specializza all’Università di Padova nel 1970 in Malattie dell’Apparato Respiratorio e nel 1975 in Igiene e Medicina Preventiva – Orientamento di Sanità.
Ha affiancato costantemente, come scelta di vita, la professione di medico clinico con l’impegno politico, sindacale, istituzionale. Attento sempre anche agli aspetti più propriamente sociali e organizzativi della sanità, al suo necessario inserimento nel contesto sociopolitico in cui opera. Dando quindi importanza alla collaborazione con i vari Enti che di essa si occupano. E questo lo si vede anche dagli incarichi che ha assunto nel corso della sua esperienza.
Dal 1970 al 1973 è Assessore alla Sanità del Comune di Montebelluna e Consigliere Comunale fino a 1987.
Dal 1976 al 1983, per due mandati, è Deputato della Repubblica, nelle file del Partito Comunista, nella VII^ e VIII^ Legislatura.
Primo deputato montebellunese dopo la liberazione. [1]
Nella sua attività di parlamentare è stato un Componente della XIV^ Commissione Igiene e Sanità Pubblica nella quale presentò come co-firmatario la proposta di legge del 22 dicembre 1976 per l’istituzione del servizio sanitario nazionale. https://legislature.camera.it/_dati/leg07/lavori/stampati/pdf/09710001.pdf
Tale proposta diventa legge 23 dicembre 1978.
Legge 23 dicembre 1978, n. 833.pdf
Al rientro dall’esperienza parlamentare ha svolto l’attività di direzione dei Poliambulatori dell’ULSS 13 e successivamente dal 1984 al 1987 alla Direzione Sanitaria dell’Ospedale di Montebelluna.
Dopo aver conseguito il titolo di Medico Competente, dall’ottobre 1987 al 2005, ha diretto il servizio di Medicina Preventiva dell’ULSS N. 13 in qualità di specialista convenzionato fino al pensionamento.
Dal 1984 al 1987 nella direzione nazionale dell’ANAAO[2];
dal 1987 al 1993 Segretario dell’Ordine dei Medici di Treviso;
dal 1994 al 2002, per tre mandati, Presidente Provinciale dell’Ordine con il ruolo di Presidente Regionale dal 1997 al 2000.
Successivamente, dal 2000 al 2005, Consigliere dell’ONAOSI[3] come responsabile della gestione dell’assistenza agli orfani dell’Ente.
[1] Dal 1824-1834 sono stati Deputati: Andrea Gregorin, Stefano Pulin, Bortolo Pulin, Giovanni Ferrari; nel 1919 Guido Bergamo
[2] Associazione nazionale aiuti e assistenti ospedalieri
[3] Opera nazionale assistenza orfani dei sanitari italiani